# Municipio de Cuautitlán (Estado de México)
El municipio de Cuautitlán (del náhuatl: cuauhtlitlan ‘lugar entre los árboles’) es uno de los 125 municipios que conforman el Estado de México, México. Su cabecera municipal es la ciudad de Cuautitlán. Por su cercanía a la Ciudad de México, el municipio forma parte de la Zona Metropolitana del Valle de México. Limita al norte con los municipios de Teoloyucan y Zumpango, al oeste con Tepotzotlán y Cuautitlán Izcalli, al sur con Tultitlán y al este con Tultepec, Melchor Ocampo y Nextlalpan. 

## Toponimia
El municipio se denomina en la actualidad Cuautitlán, que es una palabra que pertenece a la lengua náhuatl, y que ha identificado a esta población desde hace siglos. Dicha palabra se compone de las raíces cuauh, que viene de cuauhuitl que significa “árbol”, y de tlan que significa “lugar”. La partícula ti es una ligadura fonética. Por tanto, en forma sencilla Cuautitlán se puede traducir como “Lugar entre los árboles”. Esta traducción se confirma con el glifo de Cuautitlán, ya que en los códices se representa con un árbol. Otros autores le dan la traducción de “Lugar junto o cerca de los árboles”: 122 
Actualmente Cuautitlán ya no hace honor a su nombre, ya que el crecimiento de la industria y la gran inmigración ha propiciado la urbanización y por consecuencia la devastación ecológica.

### Escudo
El escudo de Cuautitlán es representado por un glifo que se encuentra en el libro de los tributos de Moctezuma, y que fue reproducido en el Códice Mendoza. Se representa por un árbol con dos ramas con su follaje, a la derecha del tronco cuelga la cabeza de Tlazolteotl, diosa de los tejedores, embijada con rayas y puntos negros y sobre la misma se ven dos husos de hilar con el algodón enredado y apilado en puntas.: 127 También se ven las raíces del árbol con una dentadura encajada en el tronco y una franja diagonal en el mismo que representa el cultivo de la tierra.
Los colores son: rojo en las raíces, café tabaco en el tronco, café obscuro en la franja diagonal, verde olivo en el follaje, blanco en los husos o malacates, en la dentadura, en la parte del rostro de las diosa, en la franja o listón que lleva en la frente, en la córnea y en el cristalino del ojo, café obscuro en el iris, negro en la parte superior de la cabeza, en la raya vertical y en las figurillas que la embijan y azul claro en la parte de cerámica de los huesos.
En el habla contemporánea del español mexicano, el nombre náhuatl Cuautitlan se pronuncia como una palabra aguda, esto es, una palabra donde la sílaba tónica es la última sílaba (/kwaw.ti.'tlan/). Por esta pronunciación, el nombre se escribe con una tilde en la vocal de la última sílaba, a la usanza ortográfica española, es decir, Cuauhtitlán, sin embargo, estudiosos del náhuatl han promovido se retome la pronunciación correcta de dicha palabra sin utilizar el acento en la última vocal, pero aún no se han logrado estos cambios.
Este glifo es compartido con la ciudad de Cuautitlán Izcalli; diferenciándose porque el mismo fue combinado con una figura similar al escudo de su municipio, y fue volteado a la derecha.

### Nombre oficial
Cabe destacar que de manera popular, el municipio es llamado Cuautitlán México o Cuautitlán de Romero Rubio con el propósito de distinguirlo de Cuautitlán Izcalli (formado en la década de los años 70 con territorio de Cuautitlán); sin embargo, ninguna de las dos denominaciones es oficial.
El nombre de Romero Rubio (hoy derogado), es una denominación retomada de un antiguo distrito mexiquense creado el 30 de abril de 1890,  llamado así en honor de quién fuera el suegro de Porfirio Díaz, Manuel Romero Rubio, quien también fuera senador en 1875. Este distrito estaba integrado por los municipios de Cuautitlán, Melchor Ocampo, Teoloyucan, Tultepec, Coacalco de Berriozábal y como cabecera el municipio de Tultitlán.

## Historia

### Época prehispánica

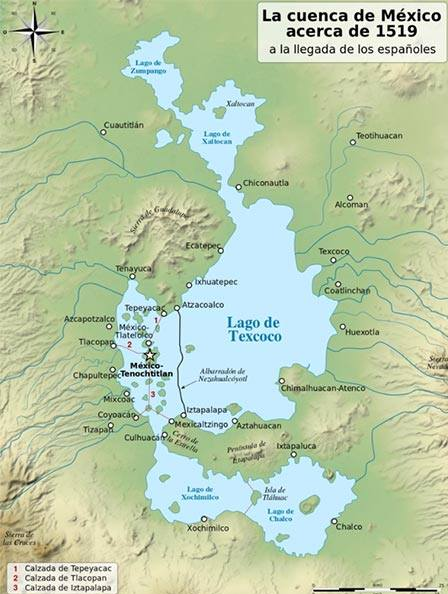
Cuenca del Valle de México a la llegada de los españoles en 1519

Los antecedentes históricos indican que Cuautitlán fue poblado inicialmente por grupos chichimecas, aproximadamente en el año 691. Una de las leyendas prehispánicas acerca de la fundación de Cuautitlán forma parte de los trabajos que recabó Fray Bernardino de Sahagún y en el que indica:

«Quetzalcoatl salió de Tula y pasó por Cuautitlán hacia el año 1100 de nuestra era, y junto a un árbol se miró al espejo para percatarse de su vejez, por lo que nombró al lugar Huehue Cuautitlán que significa “La Antigua Cuautitlán”.»
«Cuautitlán en la trayectoria de México».

Por la interpretación de otros documentos, principalmente del Códice Chimalpopoca o anales de Cuautitlán, la historia prehispánica del lugar se relaciona con las disputas bélicas entre tribus migrantes y las consecuentes formas de gobierno u organización confederada. En tal sentido, el Cuautitlán prehispánico inició como Señorío chichimeca del imperio tolteca, para alcanzar su independencia con respecto a este último. Posteriormente, cayó en el dominio de los Tepanecas, y antes de la conquista española se integró a la confederación Mexica.
En 1431, los mexicas iniciaron bajo su dominio un imperio descentralizado y tripartita según el modelo Tolteca. Cuautitlán quedó como una de las ocho provincias subordinadas a Tlacopan (Tacuba), obligado a pagar un tributo relativamente bajo por cierta preferencia que tenían las provincias nahuatlacas y otomíes sobre los pueblos mazahua y matlatzinca. 
El último Tlatoani del Señorío de Cuautitlán fue Aztatzontzin, quien se había casado con una hija del rey Moctezuma Xocoyotzin de Tenochtitlan. A la llegada de los conquistadores españoles, el Señorío de Cuautitlán fue paso obligado del ejército de Hernán Cortés dada su ubicación con respecto a la Calzada de Tlacopan (Calzada México-Tacuba), lugar por donde hicieron su retirada los conquistadores después del episodio de la Noche Triste, y mismo acceso por el cual españoles y tlaxcaltecas regresaron dispuestos a la conquista definitiva de México-Tenochtitlan. 
Al ser aliados de los mexicas, los cuautitlenses fueron parte del ejército confederado que hostilizó a los españoles, destacando la Batalla de Otumba durante la retirada, y un ataque o emboscada al regreso. Una vez consumada la conquista, la ciudad de Cuautitlán decayó 
y se despobló porque en la reorganización española fueron erigidas como jurisdicciones separadas Tepotzotlán, Otlazpan, Citlaltépec, Tzompanco y Toltitlán.
En el 2016, con los trabajos de re encarpetado en calles del centro de Cuautitlán se encontraron alrededor de 30 sahumadores prehispánicos, cuyos mangos presentaban elaboradas representaciones de cabezas de serpiente de fauces abiertas o xiuhcóatl, “la serpiente de fuego”, por lo que arqueólogos del Instituto Nacional de Antropología e Historia (INAH) comenzaron trabajos de salvamento de los distintos vestigios prehispánicos que se fueron encontrando en el lugar; lo que confirma la gran importancia de Cuautitlán en la época prehispánica, pues, el hallazgo guarda semejanza únicamente, con el registrado en 2009 al pie del Templo Mayor de Tenochtitlan.
Los vestigios hallados en el municipio datan del periodo Posclásico Tardío (1350-1519 d. C.), cuando Cuautitlán se convirtió en tributario de la Triple Alianza y era un lugar estratégico en el comercio que se mantenía con los territorios norteños del valle. Textos del siglo XVI señalan que Cuautitlán era un altépetl (Ciudad- Estado) tepaneca, nominalmente dependiente de Tlacopan, aunque tenía su propio tlatoani y dominaba una amplia zona a sus alrededores.
En los Anales de Cuauhtitlan, los cuatitlenses de la época equiparaban su importancia con los otros altépetl del valle de México, decían tener la más añeja raigambre chichimeca en el área y también reivindicaban sus vínculos con la tradición tolteca, lo que les permitió convertirse en uno de los centros políticos más importantes del noroccidente del valle de México.

### Evangelización
Cuando llegaron los conquistadores sabían que tan grande era un pueblo por el tamaño de su Teocalli y la cantidad de su población, por lo que Cuautitlán era considerado según fray Bartolomé de las Casas y fray Toribio de Benavente Motolinía, como el cuarto señorío en importancia en el Valle de México.
Tras la caída del imperio mexica, Cuautitlán pasó a ser una encomienda dirigida por Alonso de Ávila, quién designó en 1522 como encargados de la evangelización en esta zona, a los frailes franciscanos, quienes después de concentrar su atención en México Tenochtitlán, los primeros lugares que visitaron fueron Cuautitlán y Tepotzotlán, debido a que dos de los hijos de los tlatoanis que se criaban en México iban a heredar aquellas cabeceras. Los frailes menores fueron muy bien recibidos y comenzaron a evangelizar y bautizar a los habitantes de la región.
Resultó de especial atención señalar que los sucesos que originaron el Guadalupanismo acontecieron en 1531 en el Cerro del Tepeyac y en el Barrio cuautitlense de Tlayacac (lugar donde vivió Juan Diego) por lo que, la orientación del clero hacia Cuautitlán después de haber concluido la evangelización en la Ciudad de México, pudo haberse dado porque la mayor manifestación de fe católica fue protagonizada por los cuautitlenses.
En el siglo XVI los franciscanos construyeron el convento de San Buenaventura (hoy sitio de la catedral de Cuautitlán), del que se hicieron cargo hasta su secularización a mediados del S. XVIII. En la actualidad dicha construcción es sede de la Diócesis de Cuautitlán.

### Época Virreinal

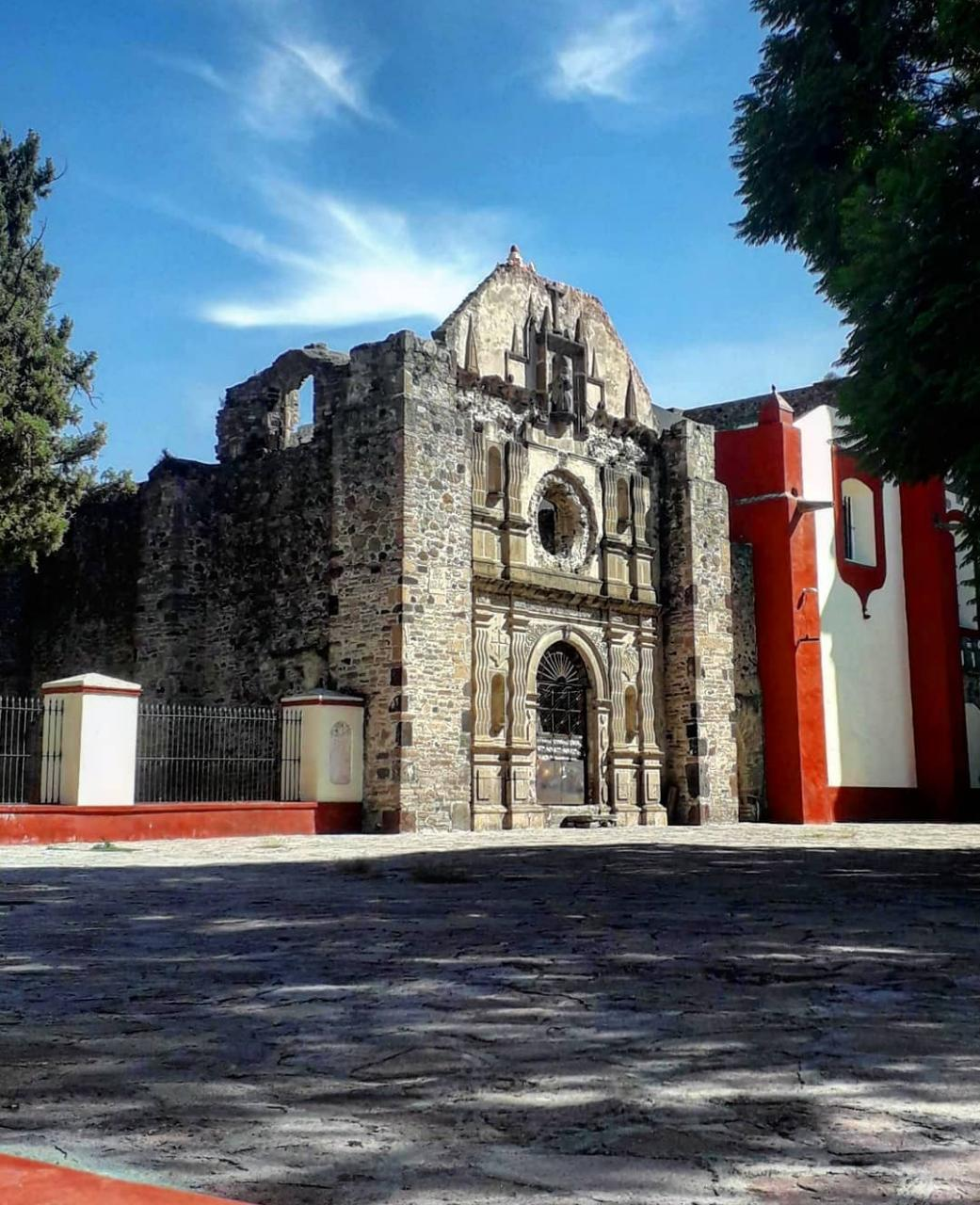
Templo de la tercera orden del siglo XVII

Durante la época virreinal Cuautitlán fue sede de la alcaldía mayor y a partir del siglo XIX cabecera de distrito. Humboldt comentaba a principios del siglo XIX que el distrito de Cuautitlán producía trigo que llegaba por agua a la capital, además de ser cuenca lechera.
En esta época, el sistema de comunicaciones de la Nueva España llegó a integrar siete mil kilómetros de caminos reales y diecinueve mil kilómetros de caminos de herradura, entre los caminos reales trazados desde el siglo XVI podía mencionarse el de México-Durango-Santa Fe. Por ubicarse dentro de este último, Cuautitlán fue sitio de tránsito para los viajeros y comerciantes que iban rumbo a Querétaro, el bajío, o a las minas de 
Zacatecas.
Durante la época Novohispana eran frecuentes las inundaciones en la Ciudad de México, esto se debía a que el río Cuautitlán que era el más caudaloso desembocaba en el lago de Zumpango, que estaba conectado a su vez, con los lagos de san Cristóbal y de Texcoco, por lo que la situación se volvía crítica cuando arreciaban las lluvias, por ello en 1665 el virrey nombró como superintendente de las obras de desagüe a fray Manuel Cabrera, quien había sido el guardián del convento de Cuautitlán.
El virrey Luis de Velasco ordenó la construcción de un canal en Huehuetoca, con el fin de drenar el lago de Zumpango para prevenir inundaciones, igualmente se interceptaría el río Cuautitlán para ser redirigido hacia el río Tula.
Es así que la población de Cuautitlán participó en la construcción del Tajo de Nochistongo, proyecto con el cual comenzó la desecación de los lagos que rodeaban la Ciudad de México, y que fue construido para evitar se inundaran las ciudades cercanas a la zona lacustre del Valle de México.

### México Independiente
Debido a la importancia de la Villa de Cuautitlán, se erige como municipio el 16 de agosto de 1824, siendo desde entonces cabecera de uno de los distritos del territorio de lo que se llamaría Estado de México.  
En este sentido la ubicación geográfica de Cuautitlán permitió que esta población fuera escenario de paso de las diferentes fuerzas militares, destacando entre ellas el paso de Benito Juárez por Cuautitlán en su trayecto como gobierno itinerante hacia 1863 de salida y para 1867 de regreso, así como la marcha sin retorno del Emperador Maximiliano de Habsburgo en 1867.

A finales del siglo XIX y comienzos del siglo XX las haciendas que se instalaron en el territorio de Cuautitlán cobraron notoriedad por su producción agrícola, y cuyos registros datan desde el siglo XVI como las haciendas de los Reyes, Cuamatla, y la de Tlaltepan, siendo la hacienda de Cuamatla la más destacada de Cuautitlán por su extensión y por la cantidad de registros coloniales encontrados. Otras haciendas importantes eran la del Sabino, la de San José Puente Grande, la de Xaltipa y la de la Corregidora por lo que, la vocación agrícola de Cuautitlán, en contraste con las comodidades y atracciones de la Ciudad de México lo proyectó como modelo del pueblo rústico que se repetía en todas las latitudes del México decimonónico, haciéndose popular el refrán: saliendo de México todo es Cuautitlán. La autoría de este último se atribuyó a María Ignacia Rodríguez de Velasco, más conocida como La Güera Rodríguez.

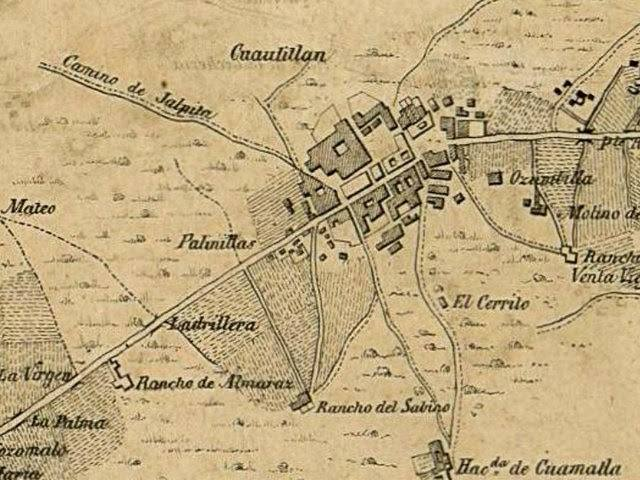
Mapa de Cuautitlán a inicios del

Siguiendo el desarrollo de la época, en 1878 Cuautitlán contaría con una línea de ferrocarril que atravesaría el municipio en su sentido norte rumbo a la ciudad de Nuevo Laredo, en Tamaulipas, fue en este lugar donde el presidente Porfirio Díaz realizaría la primera llamada telefónica en el país; de Cuautitlán a Palacio Nacional.
En 1890 se dispuso que tomara el nombre de Cuautitlán de Romero Rubio (hoy ya derogada), esto en honor del suegro de Porfirio Díaz.
Con la entrada del siglo XX Cuautitlán experimento una profunda metamorfosis con respecto a su vocación rural conservada desde la etapa colonial. Si bien durante el conflicto armado de la Revolución mexicana la población repitió en el papel de ser únicamente escenario de paso de las tropas en disputa, los proyectos ideológicos implementados en la etapa postrevolucionaria trajeron en primer término un reparto agrario que transmutó el patrón territorial del municipio. 
En la década de los treinta, la Villa de Cuautitlán empezó a modernizar sus servicios de infraestructura; ya había electricidad y se iniciaban los trabajos de drenaje, poco después se iniciaron las obras para dotar de agua potable a la población. 

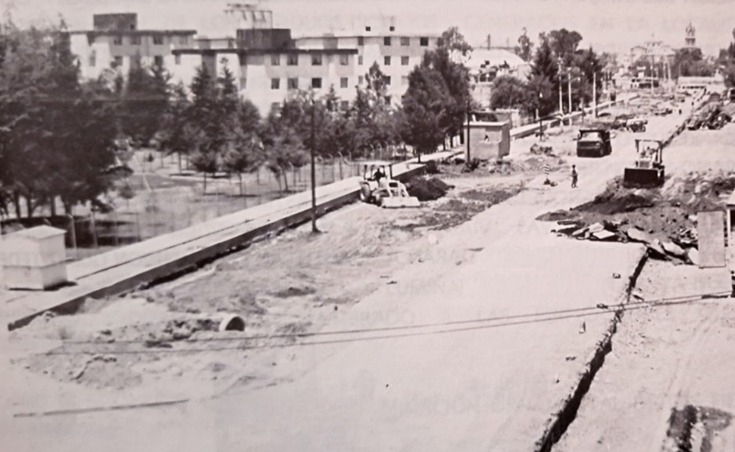
Pavimentación y ampliación de la av Melchor Ocampo a mediados del siglo XX

Entre 1951 y 1957, se pavimentarían arterias importantes como la calzada de Guadalupe y la carretera Cuautitlán- Tlalnepantla, además se construiría 
la carretera Cuautitlán- Melchor Ocampo y, como prolongación funcional de la misma se conectaría esta vialidad con el centro del municipio y con la carretera México-Tepotzotlán, a finales de la década de los cincuenta, durante el periodo gubernamental del doctor Gustavo Baz Prada la vocación agrícola del municipio se transformaría seriamente al dar paso al capital inmobiliario y a la gran industria, que llevarían a la expansión habitacional y de servicios del municipio hasta concluir con una drástica urbanización inducida en el radio de influencia de la Ciudad de México.

### Época contemporánea
Al contar la cabecera municipal de Cuautitlán con una mayor estructura urbana, mediante el decreto número 66 del 2 de octubre de 1968 se elevó a la categoría política de ciudad, sin embargo, el resto del municipio aún se encontraría en un proceso de consolidación en relación con sus servicios urbanos básicos.
Un factor que favoreció de manera decisiva el desarrollo de la planta industrial de Cuautitlán fue la autopista México-Querétaro, vialidad que motivo que en la década de los 70, diversas empresas se establecieran en el municipio, entre ellas Nestlé Purina PetCare;[cita requerida] además, dada la política federal Echeverrista de parques industriales, se encontró en el territorio municipal el lugar idóneo para el desarrollo de grandes complejos fabriles.
En 1970 la población de Cuautitlán llegó a 41 mil 156 habitantes, este incremento significo un crecimiento del 100.67 % con respecto de 1960, siendo significativo el incremento de las personas dedicadas a la industria, comercio, transportes, servicios y actividades no especificadas por sobre a las personas que se dedicaban al sector primario.
Sin embargo, lo más destacado en esta década para la historia de Cuautitlán fue el impacto que tuvo la creación del municipio 121 del Estado de México, llamado Cuautitlán Izcalli, el cual, según el decreto número 50 expedido por el congreso local, el 23 de junio de 1973, el nuevo municipio se erigiría con territorios de los municipios de Cuautitlán, Tepotzotlán y Tultitlán. Con esa medida, Cuautitlán cedió más de la mitad de su territorio, lo que le ocasionó pérdidas de recursos naturales y humanos pues, la población del municipio se redujo en cerca del 60%, además, también se perdería de una gran cantidad de ingresos que obtenía a través de la recaudación de impuestos que generaba la industria que se comenzó a asentar en su territorio décadas atrás.
Las localidades de Cuautitlán que pasaron a la jurisdicción del nuevo municipio de Cuautitlán Izcalli fueron:
Los pueblos de San Juan Atlamica, San Lorenzo Río Tenco, Santa Bárbara, San Sebastián Xhala, San Martín Tepetlixpan; las rancherías de San Antonio, La Joya y Ozumbilla; así como los ranchos de Almaráz y El Jacal; además de 13 industrias de importancia, tres parques industriales en proceso de construcción (Cuamatla, La Luz y La Joya), así como los terrenos que comprendían el recién creado centro urbano de Cuautitlán Izcalli.
Al concentrarse en la industrialización de Cuautitlán Izcalli, el asentamiento de nuevos emplazamientos fabriles en Cuautitlán se vio drásticamente disminuido pues, durante la segunda mitad de 1970 solo se registraron dos nuevas industrias: Digrans S.A.(envasado de alimentos básicos) y Copresa S.A. de C.V. (autopartes).

En la década de los 80 se promoverían diferentes fraccionamientos ofertados por entidades públicas federales que llevarían a la expansión de la mancha urbana fuera de la cabecera municipal tales como San Blas en 1983 y Residencial los Morales en 1984 y, unidades habitacionales como Cebadales en 1984, Cristal, los olivos y Mayorazgos en 1985.

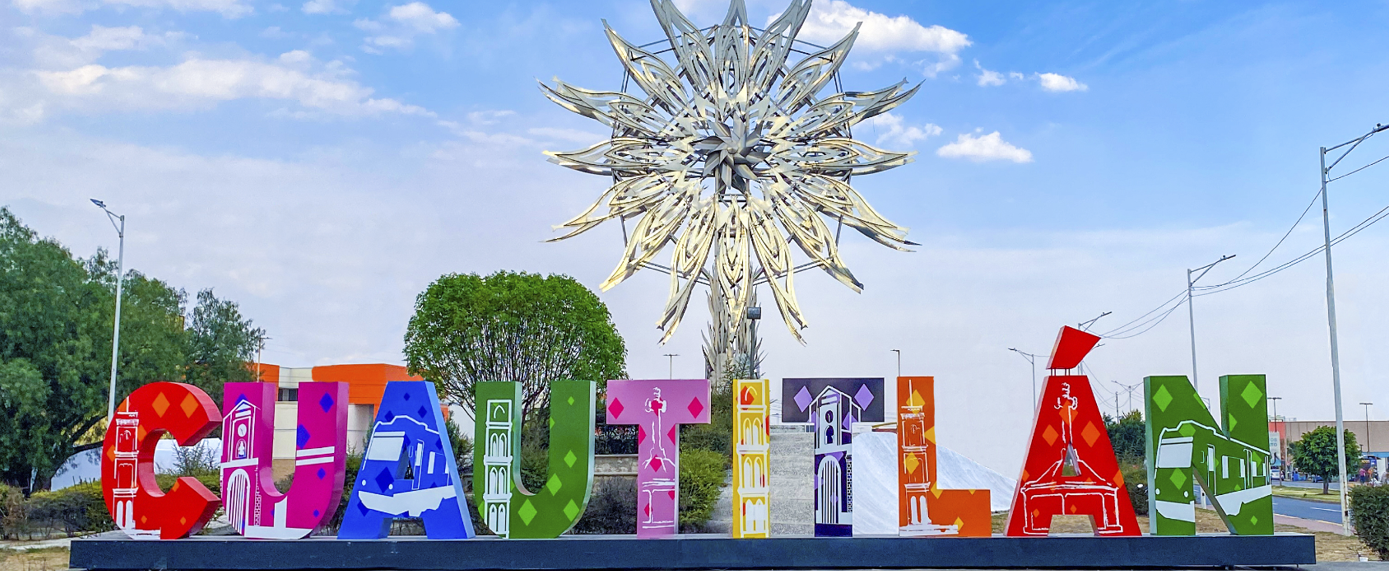
Letras del municipio ubicadas al oriente de Cuautitlán

En 1990, el municipio volvería a retomar su crecimiento comercial, industrial y demográfico en virtud a la demanda de vivienda que se vivía en la época, por lo que comenzó una política de re densificación y aprovechamiento urbano de las reservas territoriales que aun existen en el municipio.
Con la entrada del nuevo milenio, Cuautitlán continuaría con una política de expansión urbana, así como con la construcción de plantas industriales y logísticas a lo largo del territorio municipal, insertándose dentro del corredor industrial Cuautitlán, Tultitlán, Tepotzotlán (CTT). 
En 2009, se estableció el Tren Suburbano, con traslados de llegada a Ciudad de México.

## Política y gobierno

### Presidentes municipales
- Rómulo Contreras Hernández  (1940-1941)
- Miguel González Borges  (1942-1943)
- Jesús Galván Hernández  (1943)
- Juan José Sánchez Sánchez  (1944)
- Miguel González Zúñiga  (1944-1945)
- Jorge López Arriaga  (1946-1948)
- Benigno Huerta Aceves  (1949-1950)
- Antonio Morales Bernal  (1951)
- Francisco Martínez Santini  (1952-1954)
- Juan Monroy Ortega  (1958-1960)
- Fernando Reyes González  (1961-1963)
- Gonzalo Monroy Ortega  (1964-1966)
- Luis G. Martínez  (1967-1969)
- Juan Monroy Ortega  (1970-1972)
- David Urrieta Cabrera  (1973-1974)
- Rolando Baca Alva  (1975)
- Ernesto Barrera Pintor  (1976)
- Sergio Pérez Tovar  (1976-1978)
- Salvador Vázquez Ordóñez  (1978)
- Rodolfo Fernández Schiavon  (1979-1981)
- Humberto Mejía Ramírez  (1982-1984)
- Gilberto Casillas Guajardo  (1985-1987)
- José Ortiz Sánchez  (1988-1990)
- Francisco Santos Covarrubias  (1991-1993)
- Marco Antonio López Hernández  (1994-1997)
- Prudencio Cano Hernández  (1997-2000)
- Edelmira Gutiérrez Ríos  (2000-2003)
- Gabriel Casillas Zanatta  (2003-2006)
- Manuel Ángel Becerril López  (2006-2009)
- Francisco Javier Fernández Clamont  (2009-2012)
- Gabriel Casillas Zanatta  (2012-2015)
- Martha Elvia Fernández Sánchez  (2016-2018)
- Mario Ariel Juárez Rodríguez  (2019—2021)
- Aldo Ledezma Reyna  (2022-2024)

## Geografía

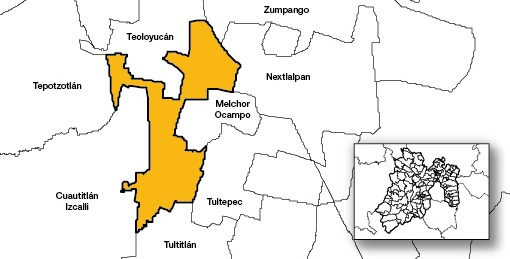
Ubicación geográfica del municipio, Fuente: INEGI

### Localización y extensión territorial
El municipio se localiza al norte del Estado de México y en la zona noroeste del Valle de México; Sus coordenadas son 19° 40"de latitud norte y 99º 11" de longitud oeste. Su altura es de 2,250 metros sobre el nivel del mar. Posee una extensión territorial de 42.5 km².
Colinda al norte con los municipios de Teoloyucan y Zumpango, al sur con Tultitlán, al este con Melchor Ocampo, Nextlalpan y Tultepec, al oeste con Tepotzotlán y Cuautitlán Izcalli.

## Demografía
Después de la segregación territorial en 1973, la población del municipio de Cuautitlán pasó de 49 mil 387 habitantes en 1972, a 19 mil 345 personas en 1973, lo que significó un decremento del 60.82% en términos absolutos.
Sin embargo, en los últimos años Cuautitlán ha experimentado un acelerado crecimiento demográfico, al tener tasas de crecimiento medio anual durante el periodo 2000-2010 del 6.1 % (uno de los porcentajes más altos del Valle de México); pero debido a una mala planeación urbana, el municipio ha sido incapaz de crear la infraestructura y de servicios necesarias para atender a sus nuevos residentes.
Otro problema al que se enfrentan los gobiernos cuautitlenses como consecuencia del propio crecimiento poblacional de los municipios de la zona y una mala diferenciación territorial, son los diferendos de límites territoriales con Cuautitlán Izcalli, Teoloyucan, Melchor Ocampo y Tultepec.
Otro problema es que el Instituto Federal Electoral (IFE) emitió credenciales para votar a los habitantes del Fraccionamiento Santa Elena, que pertenece a Cuautitlán, como radicadas en Tultepec, sin embargo los servicios e impuestos los ofrece y administra Cuautitlán, por lo que pertenecen a este.

### Población y tasa de crecimiento demográfico
En el último censo de población y vivienda 2020 del Instituto Nacional de Estadística y Geografía (INEGI), el municipio contaba con 178 847 habitantes, lo que representa el 1.1% de la población estatal, de ellos, el 49% eran hombres y el 51% eran mujeres.
| Gráfica de evolución demográfica de Municipio de Cuautitlán entre 1940 y 2020                               |
| |
| Población de los censos y conteos del Instituto Nacional de Estadística y Geografía (INEGI) de 1940 a 2020. |

### Perfil sociodemográfico

#### Indicadores educativos
| Población por escolaridad | Población por escolaridad | Población por escolaridad | Población por escolaridad | Población por escolaridad |
| ------------------------- | ------------------------- | ------------------------- | ------------------------- | ------------------------- |
| Grado académico           | Grado académico           |                           | Porcentaje                | Porcentaje                |
| Sin escolaridad           | Sin escolaridad           |                           | 1.8 %                     | 1.8 %                     |
| Básica                    | Básica                    |                           | 35.1 %                    | 35.1 %                    |
| Media superior            | Media superior            |                           | 33.2 %                    | 33.2 %                    |
| Superior                  | Superior                  |                           | 29.6 %                    | 29.6 %                    |
| Fuente: INEGI (2020)      |                           |                           |                           |                           |

Según datos del último censo de población y vivienda 2020 del INEGI el promedio de escolaridad de entre los habitantes de Cuautitlán es de 11.3 años, convirtiendo al municipio en la cuarta demarcación en el Estado de México con el mayor índice de escolaridad, colocándose por debajo de los municipios de Metepec, Coacalco y Cuautitlán Izcalli.
Su tasa de alfabetización de las personas de 15 a 24 años es del 99.1 %, sin embargo, aún existen retos importantes en materia educativa sobre todo en el nivel medio superior y superior pues, solo el 57 % de los jóvenes de entre 15 a 24 años asiste a la escuela.

#### Indicadores de pobreza
Actualmente el municipio es catalogado como uno de los municipios con menor grado de marginación en el Estado de México, según datos del 2015 publicados por el Consejo Nacional de Evaluación de la Política de Desarrollo Social (CONEVAL), arrojando los siguientes datos:
- Pobreza extrema 1.5 %, 2 247 personas.
- Pobreza moderada 24.7 %, 37 071 personas.
- Vulnerables por ingreso 18.4 %, 27 608 personas.
- Vulnerables por carencia social 18.9 %, 28 276 personas.
- Población no pobre y no vulnerable 36.5 %, 54 763 personas.

### Vivienda
El último censo de población y vivienda 2020 del INEGI, refleja el avance que el municipio ha tenido en los últimos años en cuanto a la cobertura de servicios básicos en la vivienda, prueba de ello es el número de viviendas que disponen de internet en el municipio, pues el porcentaje llega al 72.8 % de cobertura, superando la media estatal del 56.2 %, otros datos en este rubro son los siguientes:
- Total de viviendas particulares habitadas, 52,208 viviendas
- Promedio de ocupantes en viviendas particulares habitadas, 3.4 habitantes
- Porcentaje de viviendas con piso de tierra, 0.5 %
- Porcentaje de viviendas con electricidad, 99.9 %
- Porcentaje de viviendas particulares habitadas con disponibilidad de drenaje, 99.6 %
- Tasa de crecimiento promedio anual de las viviendas particulares habitadas, 3.6 %
- Porcentaje de viviendas con agua entubada dentro de la vivienda, 95.8 %

## Localidades

### Santa María Huecatitla
Santa María Huecatitla es una localidad ubicada al extremo norte del municipio,  tiene alrededor de 3,330 habitantes y una altitud de 2,255 metros, abarca un área cercana a 250 hectáreas, su actividad económica principal es la agricultura y la ganadería.

## Antiguas localidades

### San Mateo Ixtacalco
Antiguamente, San Mateo Ixtacalco perteneció al municipio de Cuautitlán. En dicho lugar nació el artista Luis Nishizawa Flores. Por acuerdo ejecutivo del poder del Estado de México, desde el 2 de agosto de 1972, pasó a ser territorio del municipio de Cuautitlán Izcalli.

## Infraestructura

### Telecomunicaciones
Cuautitlán, como municipio integrante de la Zona Metropolitana del Valle de México, tiene acceso a diferentes medios de comunicación que le permite tener acceso a la señal de canales de televisión y radiodifusoras de la capital, así como a la televisora del Estado de México.
También recibe los diarios nacionales y estatales y se cuenta con el servicio de oficinas postales y de telégrafos nacionales.

### Transporte público

#### Tren Suburbano

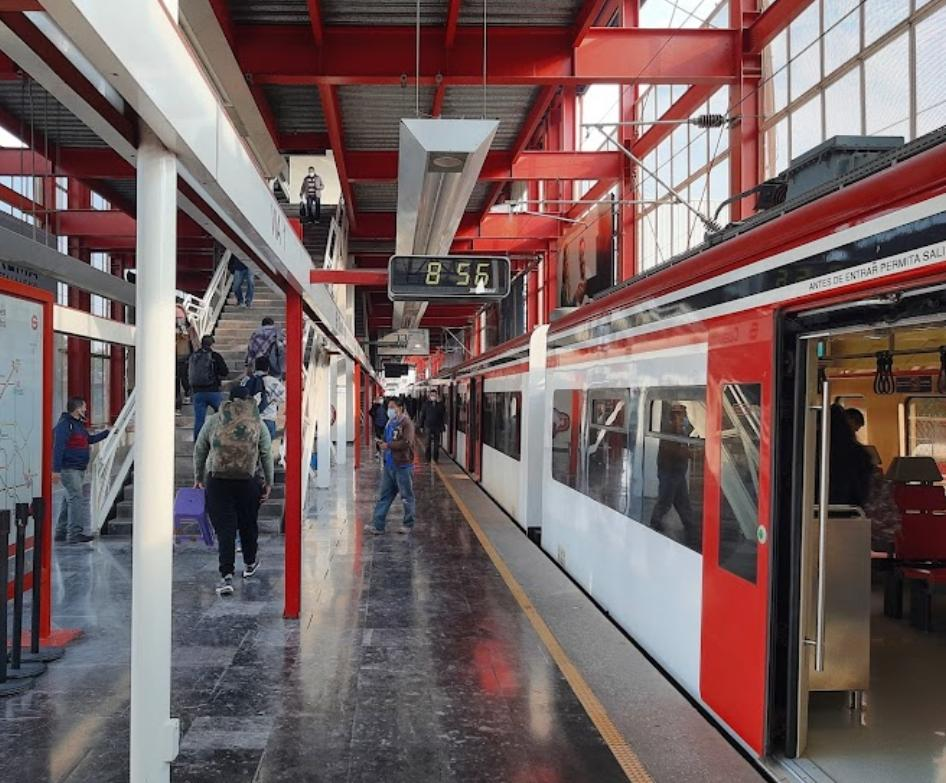
Interior de la estación Cuautitlán del Ferrocarril Suburbano de la Zona Metropolitana del Valle de México

El Tren Suburbano es un medio de transporte masivo de tipo férreo, inaugurado en una primera etapa en el 2008, y llegando finalmente a Cuautitlán en enero del 2009, brindándole a los ciudadanos que residen en el municipio una nueva alternativa de transporte, rápido y eficiente. Conectando de esta manera a los municipios de Cuautitlán, Tultitlán y Tlalnepantla de Baz en el Estado de México, con las alcaldías Azcapotzalco y Cuauhtémoc en la Ciudad de México.

#### Autobuses y vagonetas
Cuautitlán es un municipio metropolitano a la Ciudad de México, por lo cual necesita numerosas rutas de transporte para poder movilizar a miles de personas que se dirigen a la Ciudad, así como a distintos puntos de la urbe, por lo que cuenta con distintas rutas que articulan una red de Transporte metropolitano, con derroteros que van desde poblados conurbados al municipio, hasta conectar con distintos medios de transporte masivo como el Mexibús, Mexicable y Tren Suburbano en el Estado de México, así como con el Metrobús y el Sistema de Transporte Colectivo- Metro en la capital del país. Algunas rutas de autobús que atraviesan el municipio son:
- Metro Toreo  - Cuautitlán- Zumpango

- Metro Toreo  - Cuautitlán- Nextlalpan

- Metro Toreo  - Cuautitlán- Tultepec

- Metro Indios Verdes  - Cuautitlán
- Metro Politécnico  - Cuautitlán- Zumpango
- Metro El Rosario   - Cuautitlán- Nextlalpan
- Metro El Rosario   - Cuautitlán- Zumpango
- Cuautitlán - Tepotzotlán- Villa del Carbón

Algunas rutas de vagonetas que atraviesan el municipio son: 
- Cuautitlán- Metro Politécnico
- Cuautitlán- San Rafael (estación)  - Tlalnepantla de Baz
- Cuautitlán- Lechería (estación)  - Vía José López Portillo
- Cuautitlán- Mexibús(estación vidriera)-Vía José López Portillo
- Cuautitlán- Mexibús línea2- Villa de las Flores
- Cuautitlán- San Cristóbal Ecatepec
- Cuautitlán- San AntonioTultitlán
- Cuautitlán- Tultepec
- Cuautitlán- Melchor Ocampo
- Cuautitlán- Zumpango
- Cuautitlán- Las Animas- Huehuetoca
- Cuautitlán- Teoloyucan
- Cuautitlán- Tepotzotlán
- Cuautitlán- Cuautitlán Izcalli

Las anteriores rutas están administradas por diferentes líneas de transporte, algunas de ellas son las siguientes:
- Cuautitlán Aurora Concepción y Anexas (ACACYA).
- Cuautitlán Izcalli y Anexas (ACIYA).
- México Melchor Ocampo S.A (AMMOSA).
- Autobuses de Melchor Ocampo (AMO).
- Sociedad de Autotransportes de Melchor Ocampo, Zumpango y Anexas (SAM).
- México Zumpango S.A (AMZ).
- México Coyotepec y Anexas S.A. de C.V. (AMC).
- Transportes Urbanos y Suburbanos San Antonio Tultitlán (TUSSAT).

### Vías de acceso

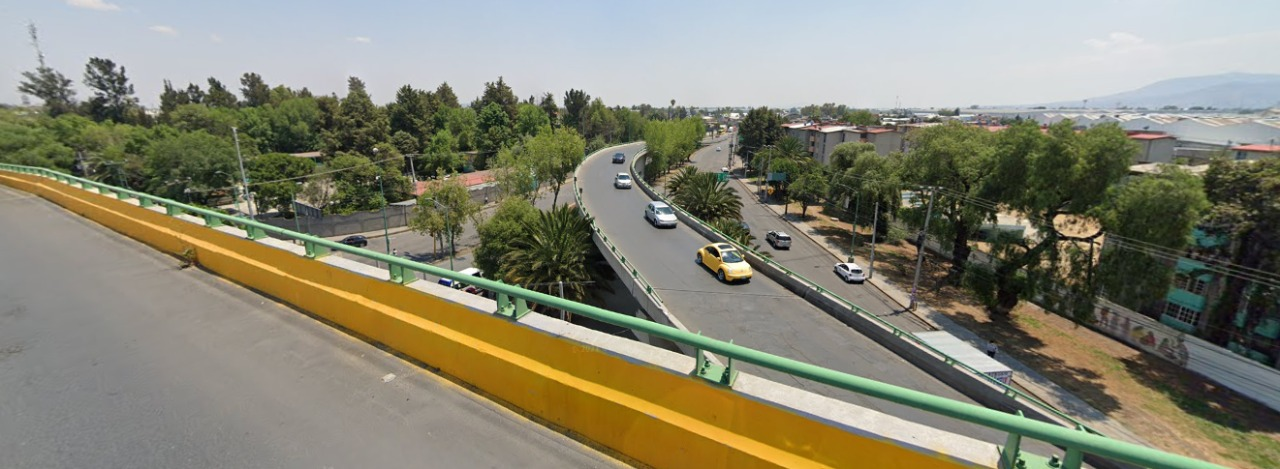
Boulevard Fco. I. Madero en su intersección con av. 16 de Septiembre

Cuautitlán cuenta con diferentes avenidas y carreteras intermunicipales, que le permiten ser un importante nodo vial en la región, una de las principales vías de acceso del municipio es la calzada de Guadalupe, ubicada al oeste del territorio municipal, conecta con la autopista México-Querétaro, y con Cuautitlán Izcalli, algunas otras vialidades con las que cuenta el municipio son las siguientes:
- Carretera Cuautitlán-Tlalnepantla. (carretera estatal número 6) Conecta el sur del municipio con Tultitlán, Tlalnepantla y Naucalpan, una vez cruzando el municipio en la zona norte, con esta misma vialidad también se tiene acceso a los municipios de Teoloyucan, Huehuetoca  y Apaxco .

- Avenida Melchor Ocampo. Inicia en la zona centro del municipio y transcurre en dirección noreste convirtiéndose en la carretera Cuautitlán-Zumpango, permitiendo conectar al municipio con Tultepec, Melchor Ocampo y Nextlalpan.Vista del circuito exterior mexiquense ubicado al extremo norte del municipio

Vista del circuito exterior mexiquense ubicado al extremo norte del municipio

- Boulevard Francisco I Madero. Es un libramiento que sirve principalmente para liberar el tránsito del centro del municipio, al enlazar la carretera estatal número 6 al sur del municipio con el este en la carretera Cuautitlán-Zumpango.

- Avenida Universidad. Es una vialidad que comunica al centro del municipio con la cabecera de Tultitlán.

- Avenida Fresnos-Río Córdoba. Es una vialidad que conectará a los municipios de Cuautitlán y Cuautitlán Izcalli, desde la zona conocida como el chilar en el oriente del municipio, hasta la autopista México-Querétaro. En su trayecto recibe varios nombres como av. tejocote, prolongación fresnos, av. fresnos, av. ferromex y río córdoba.

- Circuito Exterior Mexiquense Se ubica en el extremo norte del municipio, es una vía rápida que conecta con la carretera Cuautitlán - Zumpango, uniendo así a Cuautitlán con distintos municipios del Valle de México, así como con las autopistas: México-Querétaro, México-Puebla, México-Texcoco, México-Pachuca, Chama-Lechería y México-Toluca.

### Salud

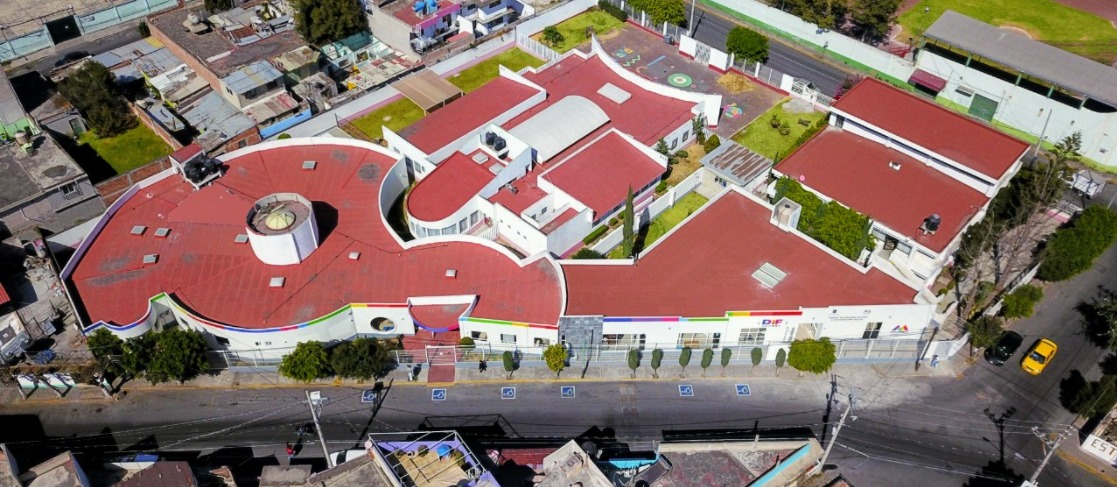
Unidad de Rehabilitación e Integración (URI)

En el ámbito estatal, el municipio es sede de la Jurisdicción Sanitaria XI Cuautitlán, actualmente cuenta con los siguientes servicios de salud público:
Dependientes del Instituto de Salud del Estado de México (ISEM):
- Hospital de Regional "Vicente Villada"

- Clínica de especialidades "Ciudad Salud para la Mujer"

- Clínica Issemym

- Centros de Salud

Dependientes del gobierno municipal:
- Unidad de Rehabilitación e Integración (URI)
- Clínicas de Salud Municipal
- Centro De Autismo Leo Kanner

Cuautitlán cuenta además con dos Unidades Médico Familiares (UMF), pertenecientes cada uno, a los dos Sistemas de Salud Federales:
- Unidad de Medicina Familiar del IMSS n.º 62
- Clínica Médico Familiar del ISSSTE.

### Educación
Cuautitlán cuenta con múltiples centros educativos tanto del sector público, que dependen de la Secretaría de Educación Pública, como de privados, que dan cobertura en sus distintos niveles a la población en edad escolar.
En la actualidad el municipio cuenta con la siguiente infraestructura educativa: 
Educación básica:
- 48 jardines de niños
- 66 escuelas primarias.

- 22 planteles de educación media básica.

Educación Media Superior:
En el caso de ingreso a los institutos públicos de educación media superior, los jóvenes que forman parte de la Zona Metropolitana de la Ciudad de México, presentan un examen organizado por la Comisión Metropolitana de Instituciones Públicas de Educación Media Superior (Comipems), conformada por nueve instituciones que organizan de forma unificada el proceso de selección de alumnos de acuerdo con la cantidad de aciertos, la lista jerárquica, incluye los planteles de mayor prioridad para el aspirante y la demanda de los planteles. 
En este nivel se cuenta con 4 preparatorias públicas: 
- CECyTEM Plantel Cuautitlán
- CBT Gabriel V. Alcocer
- CBT n.º 2 Joyas de Cuautitlán
- Preparatoria oficial n.º 223

Educación Superior:
El municipio presenta un fuerte déficit en infraestructura educativa de nivel superior pues, solo cuenta con una universidad de tipo público en todo el territorio municipal, la Universidad Mexiquense del Bicentenario, en su mayoría son instituciones privadas las que atienden a este sector de la población en edad de cursar este nivel educativo, algunas de ellas son: 
- Universidad Insurgentes
- Universidad de las Tres Culturas
- Centro Universitario de Cuautitlán México
- Universidad Univer
- Centro Universitario Isidro Fabela
- Instituto Universitario de Cuautitlán México
- Instituto de Estudios Superiores Colegio Libertad

### Bibliotecas
Para la cobertura de espacios que brinden atención pública para el acceso a material bibliográfico y otros servicios el municipio cuenta con 8 bibliotecas públicas municipales: 
- Biblioteca "Fray Pedro de Gante".[14]
- Biblioteca "Juana de Asbaje".[15]
- Biblioteca "Luis Nishizawa Flores".[15]
- Biblioteca "Lic. Benito Juárez García".[15]
- Biblioteca "Alonso Bejarano".[15]
- Biblioteca "Octavio Paz".[15]
- Biblioteca "Fausto Eduardo Meza Correa".[15]
- Biblioteca "Carlos Fuentes".[15]

La Biblioteca más importante es la Biblioteca Central "Juana de Asbaje" ubicada en av. Juárez s/n, esq. Filiberto Gómez en la zona centro de Cuautitlán, ofrece los servicios de préstamo interno y a domicilio, consulta, orientación a usuarios, fomento a la lectura y a medios digitales (acceso a la información con equipo de cómputo y/o conectividad).

### Servicios públicos
Los servicios públicos son los siguientes:
- Bomberos del municipio
- Policía municipal
- Servicios de limpia
- Alumbrado público
- Hospital general
- Juzgados civiles y penales
- Oficina postal y de telégrafos nacionales

## Actividades económicas
En el 2010, Cuautitlán destacaba sobre todo en el sector terciario, pues acaparaba al 66.85% de la Población Económicamente Activa (PEA) ocupada, mientras que en segundo lugar se encontraba el sector industrial (28.77%) y por último el sector primario (2.72%). 

### Industria

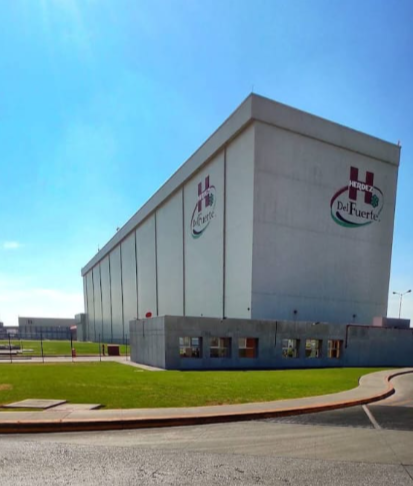
Centro logístico Herdez ubicado en la zona norte del municipio

El Comité de Planeación para el Desarrollo del Estado de México (COPLADEM) considera a Cuautitlán dentro de la Región XIV Tultitlán, junto con los municipios de Coacalco de Berriozábal, Melchor Ocampo, Teoloyucan, Tultepec y Tultitlán, en ella se localizan distintos parques industriales, siendo Cuautitlán el segundo municipio con mayor número de unidades industriales, superado solo por el municipio de Tultitlán.
En 2020, Cuautitlán tenía registrado 4 parques industriales, en su mayoría se localizan en la parte sur del municipio, y de entre los cuales destacan los siguientes:
- Conjunto Industrial Cuautitlán I
- Desarrollos Industriales CIC
- CPA Logistics Center Estado de México
- Cuautipark II

Recientemente la zona norte del municipio ha sido un polo de atracción logística, asentándose empresas como Herdez, McCormick, Chedraui, IKEA, entre otros. 

### Comercio
Respecto al intercambio comercial con otros países, la Secretaría de Economía reporta que las principales ventas internacionales de Cuautitlán en 2022 fueron, artículos de plástico para el transporte, hilados de filamentos sintéticos y piezas y equipos de iluminación,  siendo Estados Unidos el principal destino de exportación e importación.
| Ventas internacionales a                                   | Ventas internacionales a | Compras internacionales desde | Compras internacionales desde |
| País                                                       | Porcentaje               | País                          | Porcentaje                    |
| ---------------------------------------------------------- | ------------------------ | ----------------------------- | ----------------------------- |
| Estados Unidos                                             | 34,90 %                  | Estados Unidos                | 37 %                          |
| Colombia                                                   | 20,30 %                  | China                         | 29,9 %                        |
| Puerto Rico                                                | 7,01 %                   | Canadá                        | 11,2 %                        |
| Guatemala                                                  | 5,21 %                   | Alemania                      | 6,8 %                         |
| Honduras                                                   | 4,11 %                   | Reino Unido                   | 3,08 %                        |
| Resto de países                                            | 48,77 %                  | Resto de países               | 12,02 %                       |
| Fuente:SE, INEGI Comercio internacional de Cuautitlán 2022 |                          |                               |                               |

Respecto al comercio interno, según datos del censo económico de 2022, las unidades económicas de mayor importancia dentro del territorio municipal fueron, el comercio al por menor con el 50.6 %, otros servicios excepto actividades gubernamentales con 13.1 por ciento, servicios de alojamiento temporal y de preparación de alimentos y bebidas con el 13 por ciento e industria manufacturera con el 7.58 por ciento.
Por tanto el comercio, es un sector de gran importancia por la derrama económica que deja al municipio, ya que da cabida a un gran número de personas dentro de diferentes ramas del mismo sector, esta industria representa cerca del 50 por ciento de las actividades económicas del municipio. 
Respecto al comercio al por menor, el municipio cuenta con mercados, tianguis, plazas comerciales y distintos negocios que permiten dinamizar la economía local, actualmente se cuenta con cinco mercados públicos, así como con un tianguis que regularmente se establece sobre el libramiento la Joya los días martes, este es considerado como uno de los más grandes y uno de los más antiguos de toda la república mexicana, ya que tiene su origen desde la época prehispánica. Es considerado uno de los tianguis más visitados por la gente de municipios aledaños que vienen a consumir.
Cabe señalar que debido a los cambios demográficos que vive hoy en día el municipio, se han construido diversas plazas comerciales con la finalidad de atender la creciente demanda de la población, algunas son:
Plaza la vía, plaza la joya diamante, plaza centella y plaza Cuautitlán.

## Plazas públicas
Actualmente la mayoría de las plazas públicas se ubican en la zona centro del municipio, algunos de los espacios más representativos son las siguientes:

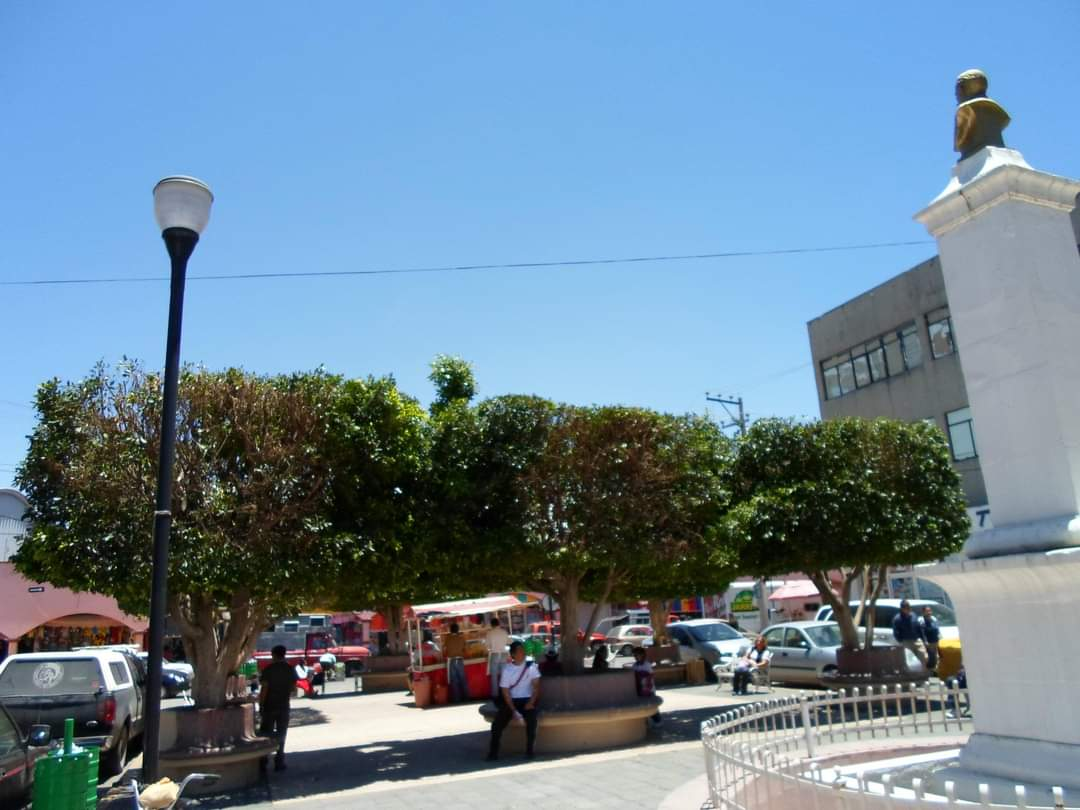
vista de la plazuela Madero, al fondo el mercado municipal

### Plazuela del Huerto
Es una pequeña plaza ubicada en la parte oriental del centro del municipio, utilizada principalmente como zona tránsito dada su cercanía con derroteros de distintas líneas de transporte público así como de la estación Cuautitlán del tren suburbano.

### Plazuela Madero
Es una plazuela ubicada en la lateral del mercado municipal, lugar donde confluye el comercio local dada su ubicación en la zona centro del municipio.

### Jardín Benito Juárez

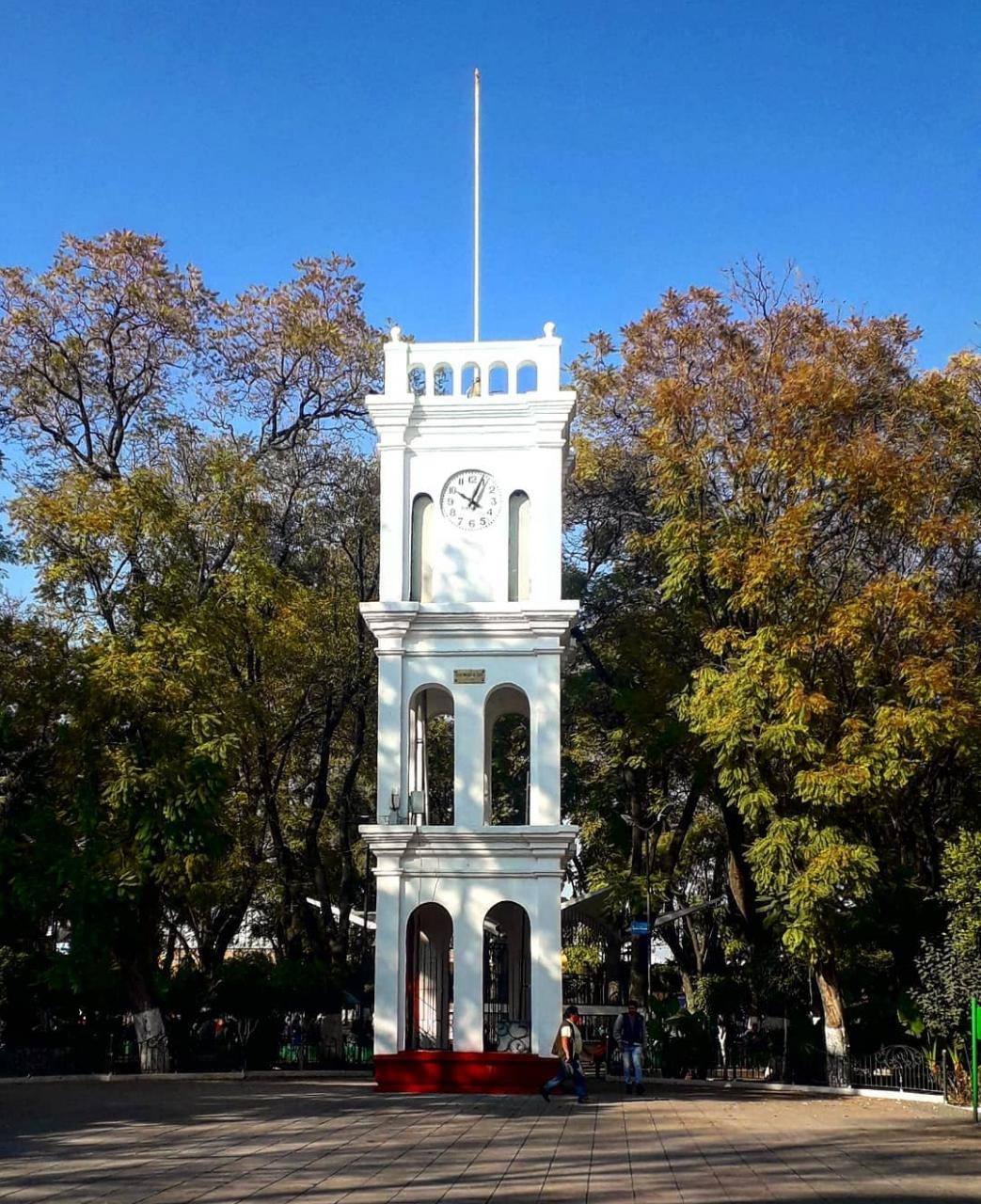
Reloj municipal, inaugurado en 1919

El Jardín Benito Juárez es un parque público ubicado en el corazón del municipio, es conocido popularmente como "Jardín principal". Está delimitado, al norte, por la calle Madero; al este, por la avenida del parque; al sur, por la calle Ignacio Zaragoza, y al oeste, por la calle Miguel Hidalgo. 

Es considerado uno de los espacios verdes más representativos de Cuautitlán, en el se encuentran distintas construcciones de interés y que forman parte de la historia del municipio, algunos de ellos son los siguientes:

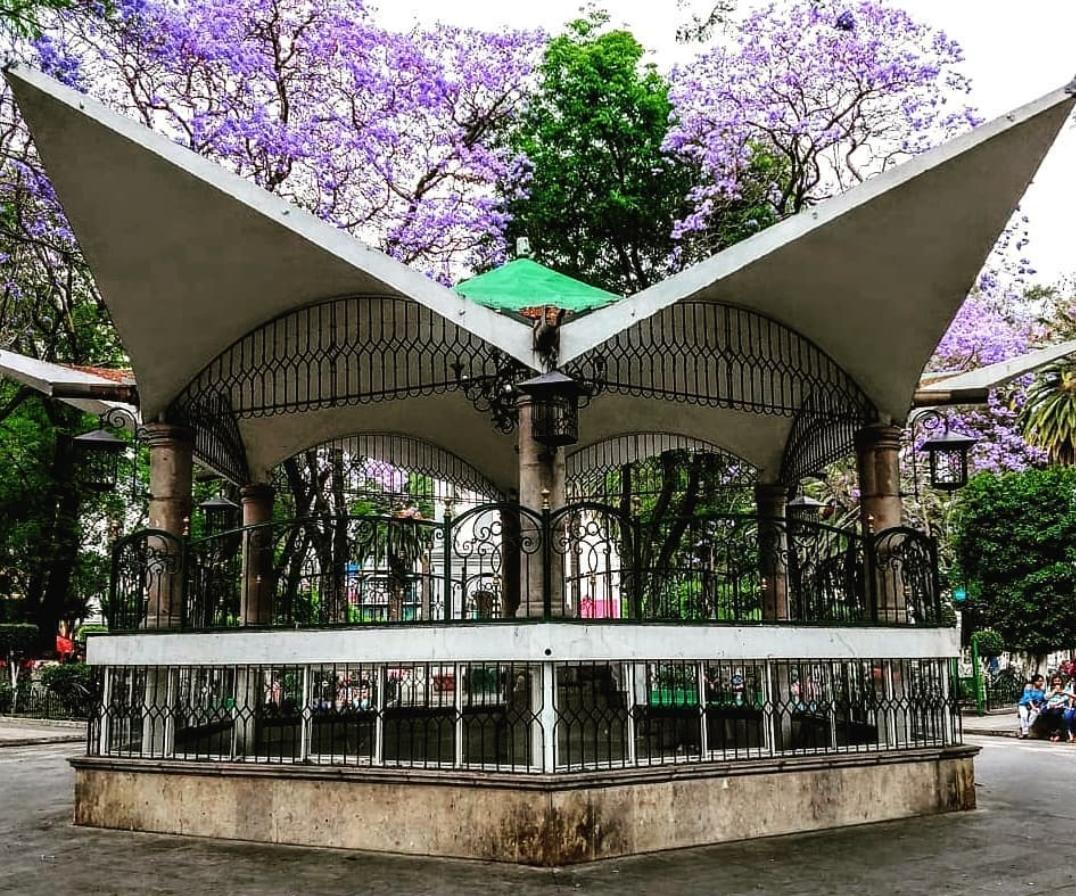
Kiosco ubicado en el jardín "Benito Juárez"

- Torre del Reloj. Inaugurado en 1919 como parte de las conmemoraciones de la independencia de México, inicialmente era una torre de agua cuyo objetivo principal era satisfacer la demanda de agua del jardín, posteriormente pasó a ser la torre del reloj tal y como se conoce actualmente.

- Kiosco central. Fue inaugurado el 20 de noviembre de 1965, se cree que es obra del arquitecto Félix Candela (aunque se siguen realizando investigaciones al respecto), quien realizó diversas obras en el país, entre ellas el Palacio de los Deportes y la estación Candelaria del Metro.

- Hemiciclo a Juárez. Es un cenotafio ubicado en la parte norte del Jardín Benito Juárez, sobre la calle Madero, en el centro de Cuautitlán. Honra al expresidente mexicano Benito Juárez, cuyos restos reposan en el Panteón de San Fernando en la Ciudad de México.

### Parque de la Cruz

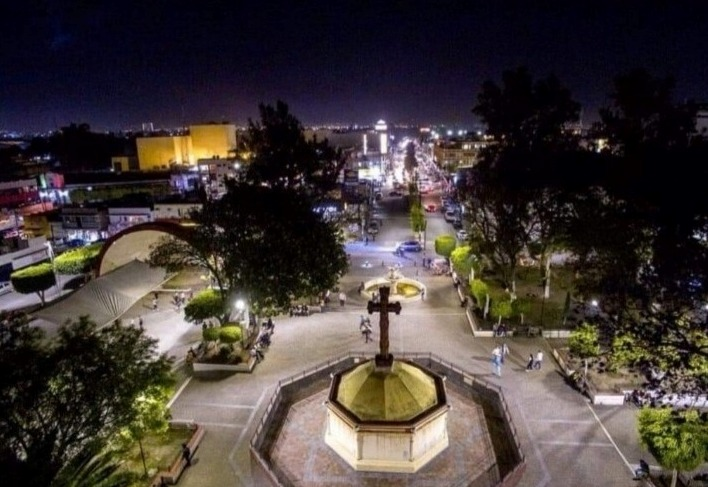
Vista nocturna del Parque de la Cruz, ubicado en el centro del municipio

En un inicio formó parte del atrio de la catedral del municipio, sin embargo, con el paso del tiempo se conformó como un espacio para el uso público de los habitantes y visitantes del municipio. 
El parque está ubicado frente a la catedral de Cuautitlán, recibe su nombre debido a que en la parte central de la plaza se encuentra una cruz de piedra, construida en 1555 por indígenas locales, es considerada una de las cruces atriales más grandes y antiguas del continente, actualmente es un espacio destinado a la recreación y a la cultura.

## Cultura
- Casa de Cultura Luis Nishizawa. Se encuentra en lo que fuera el antiguo palacio del ayuntamiento de Cuautitlán construido a principios del siglo XX, es la principal sede donde se promueven y desarrollan las actividades artísticas y culturales del municipio, la casa de cultura lleva el nombre de Luis Nishizawa, en honor al artista plástico mexicano nacido en Cuautitlán, considerado uno de los pintores contemporáneos más importantes a nivel nacional.Panorámica de la Casa de Cultura Luis Nishizawa

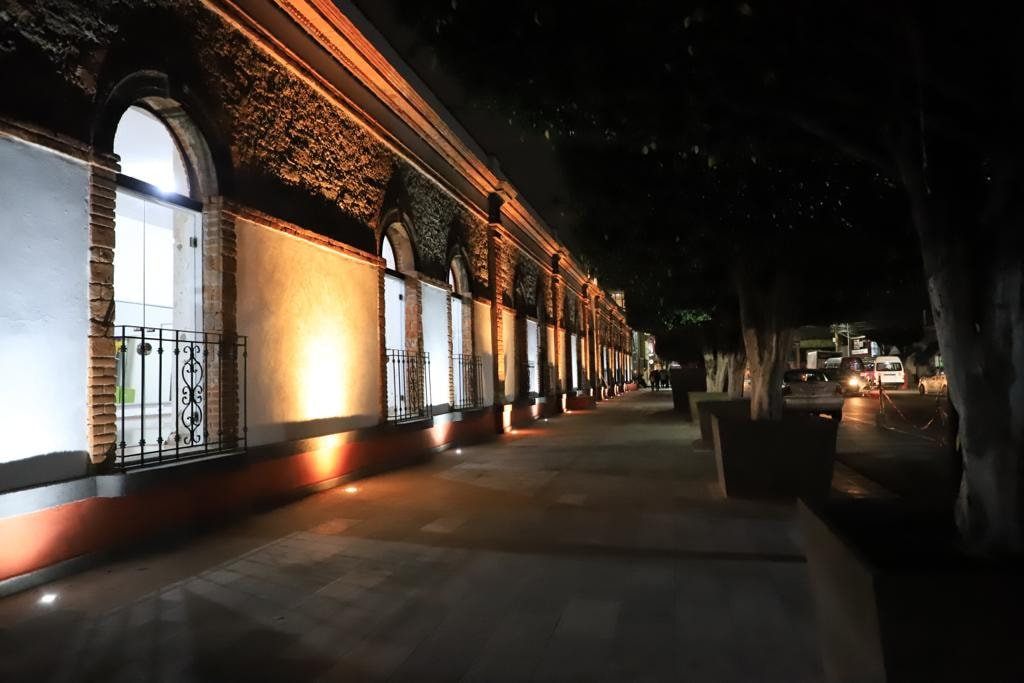
Panorámica de la Casa de Cultura Luis Nishizawa

Además de la casa central, el municipio cuenta con otras 6 extensiones distribuidas a lo largo del territorio municipal:
- Casa de cultura extensión Santa Elena
- Casa de cultura extensión Galaxia
- Casa de cultura extensión Hacienda
- Casa de cultura extensión Joyas
- Casa de cultura extensión La palma

- Museo de sitio Casa de San Juan Diego.  Se trata de la casa donde nació y creció Juan Diego y su tío Juan Bernardino, este inmueble se encuentra debajo de la Iglesia de El cerrito, y fue explorado por primera vez el 14 de octubre de 1963 por investigadores del INAH, e inaugurado y abierto al público como casa museo desde el 7 de diciembre del 2002. Actualmente se exponen algunos objetos prehispánicos así como parte de la vida de Juan Diego, es en este lugar donde, según la fe católica, se tuvo lugar a la quinta aparición de la Virgen de Guadalupe.

- Confección artesanal de piñatas. En el municipio mantiene todavía una tradición en la confección artesanal de piñatas, inclusive en diciembre del 2006 se expone en el centro del municipio la "Piñata más grande del mundo".

## Turismo

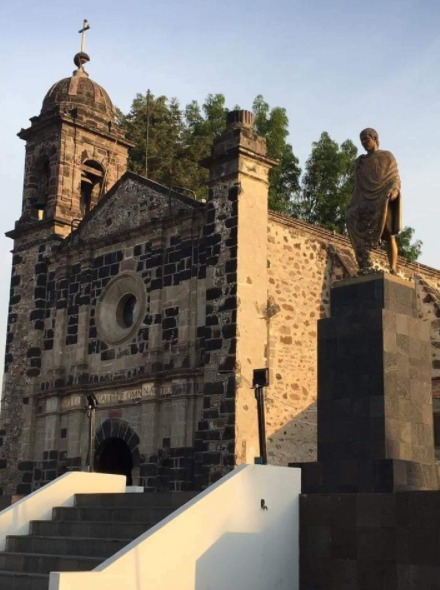
Ermita y casa de Juan Diego

Los sitios de interés turístico son:
- Catedral de San Buenaventura, comúnmente conocida como catedral de Cuautitlán, este templo católico fue construido entre 1712 y 1732. Durante el siglo XVI, en este espacio se encontraba el convento franciscano, pero el 5 de febrero de 1979, con la erección de la diócesis de Cuautitlán, cambió a la categoría de catedral. Se trata de una iglesia de estilo barroco novohispano neoclásico; cuenta con una cúpula de media naranja de base octagonal y ocho gajos, y aloja 10 campanas divididas en dos pisos. Actualmente es la sede de la diócesis de Cuautitlán.[17]
- Ruinas del antiguo templo de la tercera orden del exconvento franciscano de San Buenaventura, se encuentra en el costado norte de la catedral de san Buenaventura, su portada es de estilo barroco.

- Cruz atrial del Parque de la Cruz, de tipo plateresco fue esculpida e instalada el 25 de agosto de 1555 por indígenas locales, mide 4.85 metros de alto por 2.10 en sus brazos, es considerada una de las cruces más grandes y antiguas del continente americano.

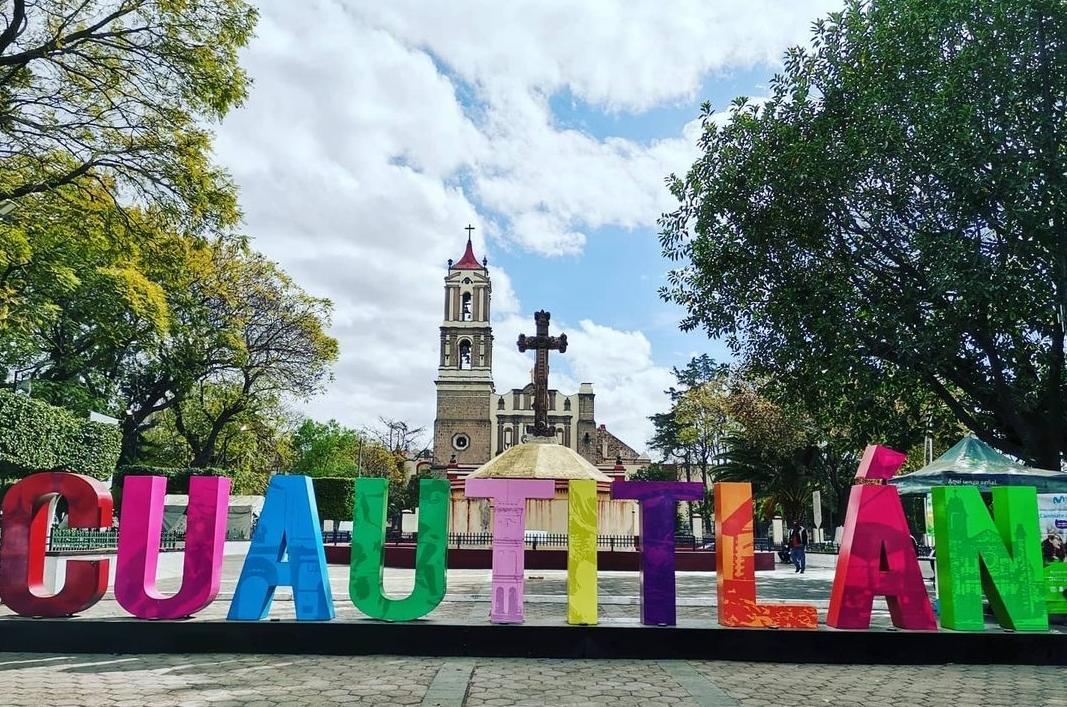
Vista de la cruz atrial

- Parroquia de Nuestra señora de Guadalupe y casa de Juan Diego, conocida popularmente como la Iglesia de “El Cerrito”, donde la tradición cuenta que nació y vivió Juan Diego. Es en este lugar donde se construyó una ermita. Debajo de esta Iglesia existe un museo de sitio, con objetos de la época prehispánica, y donde se cree, según la creencia católica, tuvo lugar la quinta aparición de la Virgen de Guadalupe ante Juan Bernardino. El inmueble pasó por un largo proceso de restauración, iniciado en 1963 y concluido con su inauguración como casa-museo el 7 de diciembre de 2002. Resguarda el primer altar adoratorio dedicado a la Virgen del Tepeyac.
- El Templo de San José Milla, se encuentra en el interior del panteón y en el antiguo barrio de Milla, donde pasó parte de su juventud Juan Diego, es del siglo XVI, del tipo franciscano con motivos platerescos en su portada. Tiene la fecha de 1549. Posteriormente se le colocó un altar con estilización neoclásica. La cruz monumental de San José Milla de cantera Gris, es también de estilo plateresco y rivaliza en belleza con la cruz de Cuautitlán.[18]

- Feria del 12 de diciembre, desde 1945 en la ermita de la iglesia de "El Cerrito", se celebra la aparición de la Virgen de Guadalupe, por lo que días cercanos al 12 de diciembre se realiza una de las ferias más grandes de la región.
- Feria del machero, es una de las ferias a nivel regional más concurridas, se lleva a cabo el último fin de semana de enero y en el se realizan distintas actividades como: jaripeo, bailes, exposiciones, juegos mecánicos, peleas de gallos y carrera de caballos.

### Patrimonio Ferrocarrilero

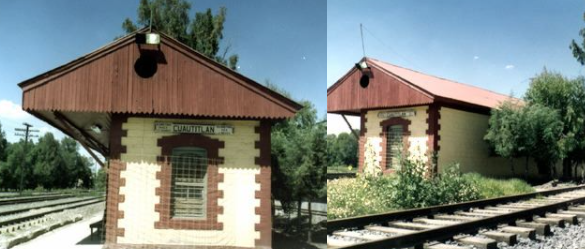
Antigua estación del ferrocarril Cuautitlán, línea México- Paso del norte (hoy Ciudad Juárez)

Cuautitlán aún conserva dos estaciones del ferrocarril inauguradas en el siglo XIX, siendo parte importante para el desarrollo y comercio del municipio en aquella época, pues sirvieron como punto de conexión con la capital, y hacia las ciudades fronterizas de Paso del norte (hoy Ciudad Juárez)  y Nuevo Laredo, Tamaulipas, con la privatización de Ferrocarriles Nacionales de México en la década de los 90, ambas estaciones pasaron a propiedad de las empresas concesionarias, por lo que el gobierno no ha podido darles mantenimiento, quedando en la actualidad en grave deterioro.
Antigua estación del ferrocarril México- Ciudad Juárez
La estación Cuautitlán se encuentra debajo del puente vehicular Fresnos-Río Córdoba, sobre la línea de ferrocarril México - Ciudad Juárez, la cual fue construida por medio de la concesión número 17 que el gobierno de la República, por medio de la Secretaría de Comunicaciones y Obras Públicas y a través de la Ley de 8 de septiembre de 1880, otorgó a la antigua Compañía del Ferrocarril Central Mexicano.
Antigua estación del ferrocarril México- Nuevo Laredo
La estación fue construida sobre la línea troncal México-Laredo de Tamaulipas, e inaugurada en 1878, fue en este lugar donde el presidente Porfirio Díaz realizó la primera llamada telefónica en el país; de Cuautitlán a Palacio Nacional. 

## Deporte
Cuautitlán es sede de un equipo de futbol de segunda división de la liga mexicana, y de otro más que participa en la Liga TDP. 
El municipio también cuenta con varias unidades deportivas que buscan atender la demanda de sus habitantes, de entre las cuales la mayor es el complejo deportivo "Los Pinos", construido en las inmediaciones de la cabecera municipal, cuenta con un estadio de fútbol ubicado en su extremo occidental, sobre la avenida de los Ahuehuetes; además cuenta, con un Centro de Acondicionamiento Físico (CAF), canchas para baloncesto, frontón, campo de beisbol, áreas verdes, entre otros. 
En otras partes del territorio municipal existe infraestructura deportiva de relevancia, como el deportivo "Rancho San Blas" que se ubica al suroriente de Cuautitlán, tiene una alberca semi olímpica, canchas de futbol 7, juegos  infantiles, espacios de skatepark (rampas para bicicletas y patinetas), palapas y salas de usos múltiples. Este deportivo fue inaugurado en marzo de 2012.
En la parte sur del municipio se encuentra la "Unidad deportiva bicentenario", fue inaugurado el 27 de diciembre del 2012, el deportivo tiene una extensión de tres hectáreas, y atiende a los habitantes de la zona industrial de Cuautitlán, cuenta con una alberca semi olímpica techada de 25 metros, un salón de usos múltiples, dos canchas de tenis y un par más de squash, una de futbol con pasto sintético, un gimnasio al aire libre, así como un área de Skatepark para patines y patinetas.
En la zona centro se ubica el gimnasio municipal "Benito Juárez", este inmueble fue inaugurado en1972, y es uno de los espacios deportivos más emblemáticos de este municipio; en el se hacen exhibiciones de lucha libre, box, además de juegos de voleibol y basquetbol, también es utilizado para eventos artísticos, culturales, sociales y políticos.

### Estadio Los Pinos
Inaugurado en 1985 el Estadio Los Pinos es sede de equipos que participan en la Segunda división mexicana, así como en la Tercera División de México, conocida oficialmente como Liga TDP, este recinto se encuentra ubicado en la zona centro de Cuautitlán sobre la avenida de los Ahuehuetes, es utilizado para distintos eventos sociales, políticos y deportivos.